# Asphondylia pterosparti
Asphondylia pterosparti är en tvåvingeart som beskrevs av Tavares 1901. Asphondylia pterosparti ingår i släktet Asphondylia och familjen gallmyggor. Inga underarter finns listade i Catalogue of Life.